# 颶風威妮弗雷德
颶風威妮弗雷德（英語：Hurricane Winifred）是1992年太平洋颶風季中最後一個登陸的熱帶氣旋及大型颶風，特別是影響科利馬州和米卻肯州的墨西哥西部地區，帶來大雨和破壞，並淹沒農場和道路。颶風威妮弗雷德一共造成超過$500萬（1992年美元，相當於2025年的1086萬美元）的損失，另有三人死亡。
威妮弗雷德於1992年10月生成，是該季的最後一場颶風及大型颶風。它於10月6日在阿卡普尔科東南方形成，是該季的第24個東太平洋熱帶氣旋，並隨著強度的上升而轉向北上。其最高強度屬薩菲爾-辛普森颶風風力等級中的三級颶風標準。它在科利馬州曼薩尼約東南方登陸並在內陸消散。

## 氣象歷史
10月1日，一個缺乏組織的雷暴區在巴拿馬以南出現。它逐漸向西北偏西方移動並緩慢地組織，發展出深層且集中的對流。到10月6日，不穏定的天氣區已經變得更有組織，足以被視為熱帶低氣壓。氣旋在阿卡普尔科東南約740公里處獲編為第二十四號。它以時速約19公里向西北偏西方移動，當它位於锡瓦塔内霍以南約550公里處時，它已增強為熱帶風暴威妮弗雷德。
威妮弗雷德的組織逐漸改善，10月7日晚上，國家颶風中心（NHC）預計威妮弗雷德將在未來36小時內達到颶風標準。雖然氣旋的規模龐大，但威妮弗雷德繼續增強。當它開始轉向西北時，其移速有所放緩。到10月8日，威妮弗雷德在曼薩尼約東南偏南約545公里處達到颶風標準。卫星影像上出現一細小且明顯的風眼，而其風速上升到每小時140公里。
10月9日，威妮弗雷德增強為二級颶風的中限。雖然風眼短暫消失，但預計仍會略為增強。颶風因一道上層低壓槽而轉向北上。威妮弗雷德達到最高強度，成為大型颶風（即在萨菲尔-辛普森飓风风力等级中達到三級標準或以上）。此時，威妮弗雷德的中心气压為960毫巴（28.35英寸汞柱），風速為每小時185公里。然而實際上，國家颶風中心認為其最高強度只達到二級颶風的標準；並無發布任何風速超過每小時175公里的公告。
颶風威妮弗雷德轉向東北偏北移動且移速有所上升，並在接近陸地時略有減弱，風眼在衞星影像上變得不甚明顯。10月9日，它在曼薩尼約東南偏東約28公里處的科利馬州登陸。登陸時的強度為風力時速175公里、中心氣壓975毫巴（28.8英寸汞柱）的二級颶風。颶風威妮弗雷德在登陸後迅速減弱，不到三小時後（即10月10日凌晨）減弱為熱帶風暴。10月10日早上，威妮弗雷德減弱為熱帶低氣壓，然後在墨西哥中部山區消散。

## 防災措施及影響
當威妮弗雷德逼近時，五千人疏散到緊急避難所。隨著颶風逼近，墨西哥當局接獲熱帶氣旋觀察預警和警告。10月9日，锡瓦塔内霍至科連特斯角（Cabo Corrientes）接獲熱帶風暴警告。與此同時，同一地區的颶風觀察預警也開始生效。九小時後，該觀察預警被更換為颶風警告。10月10日，所有觀察預警和警告均被取消。

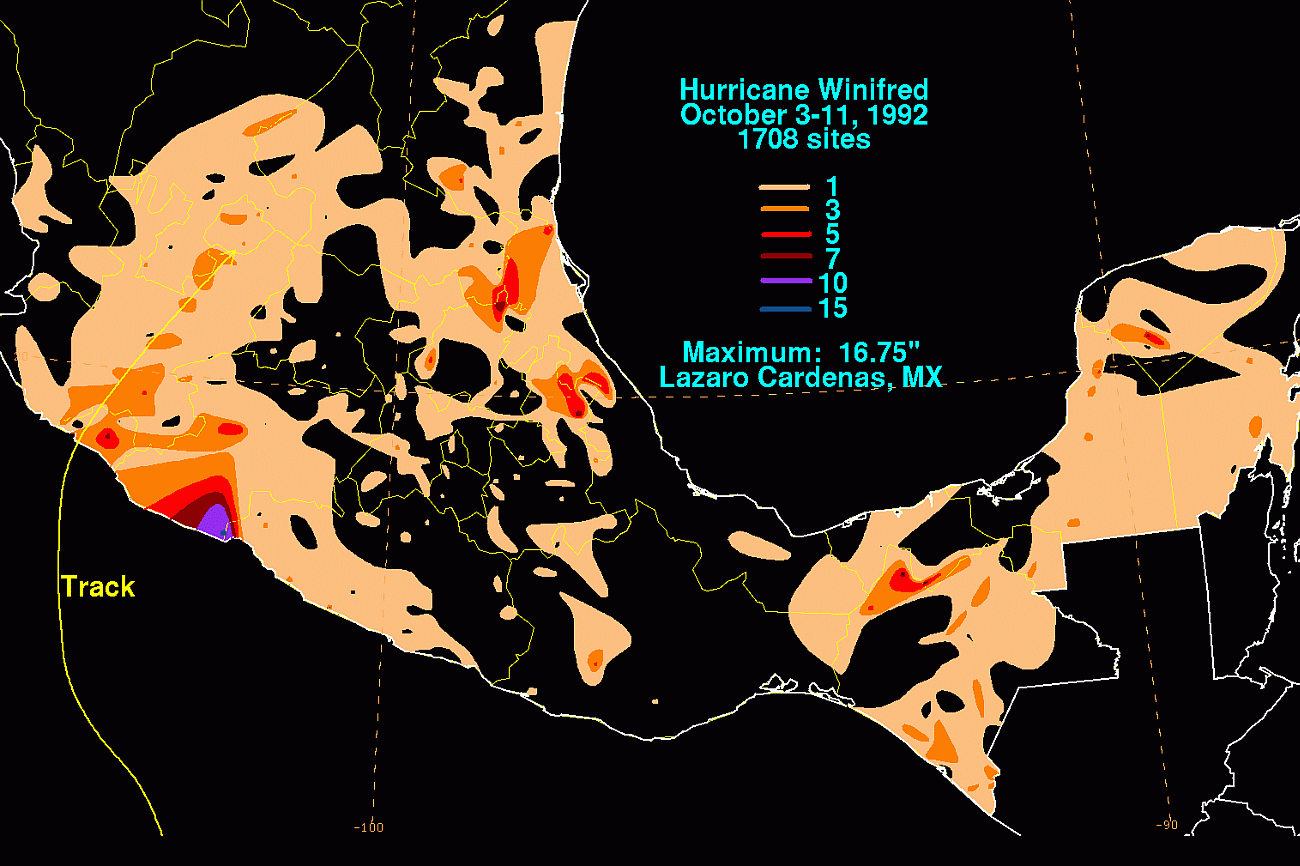
颶風威妮弗雷德的降雨量摘要圖

10月8日開始，颶風威妮弗雷德為墨西哥大範圍地區帶來降雨。據報最高降雨量為拉薩羅卡德納斯的420毫米，位於其路徑的右側。降雨引發洪水造成三人死亡。
科利馬州和米卻肯州的受災最為嚴重，科利馬州公用事业被迫暫停。海浪淹沒錫瓦特納霍、伊斯塔帕和拉薩羅卡德納斯之間的200號高速公路的部分路段。其他道路也被淹沒。黃金海灘國際機場和曼薩尼約的港口設施因高達3.7米的巨浪而關閉。在整個受影響地區，樹木被吹倒並砸在汽車上，大約1,500所房屋，以及酒店和餐館受損。大約84,000公頃的農田遭破壞，特別是大蕉和玉米農田。科利馬州州長卡洛斯·德拉馬德里·維爾根估計該州的總損失為$160億（1992年墨西哥比索）或$500萬（1992年美元，相當於2025年的1086萬美元）。在其他地方，阿卡普爾科的港口因威妮弗雷德而暫時關閉。

## 外部連結
- 初步報告（页面存档备份，存于）

| E* | H* | A | 02E | B | C | D | E | F | G   |
|    |    |   |     |   |   |   |   |   |     |
| H  | I  | J | 12E | K | L | M | N | O | I*  |
|    |    |   |     |   |   |   |   |   |     |
| P  | R  | S | T   | V | W | X | Y | Z | 03C |

| 萨菲尔-辛普森飓风风力等级 |    |    |    |    |    |    |
| TD                        | TS | C1 | C2 | C3 | C4 | C5 |